# Leptoseris mycetoseroides
Leptoseris mycetoseroides är en korallart som beskrevs av Wells 1954. Leptoseris mycetoseroides ingår i släktet Leptoseris och familjen Agariciidae. IUCN kategoriserar arten globalt som livskraftig. Inga underarter finns listade i Catalogue of Life.

## Bildgalleri

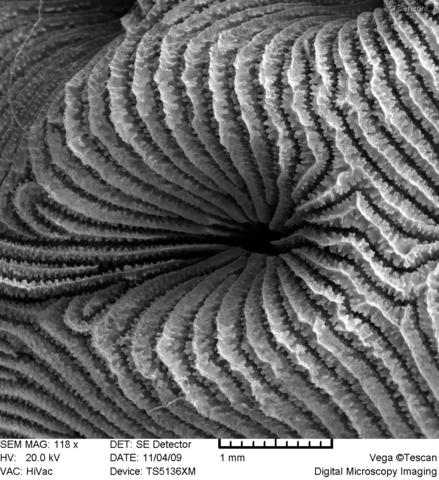
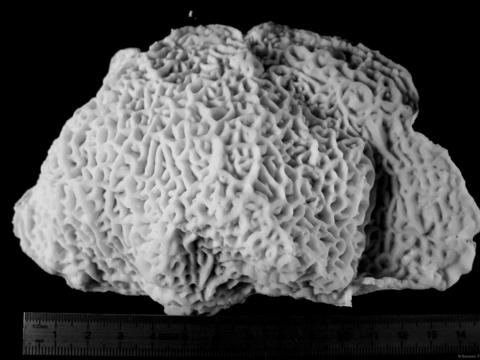
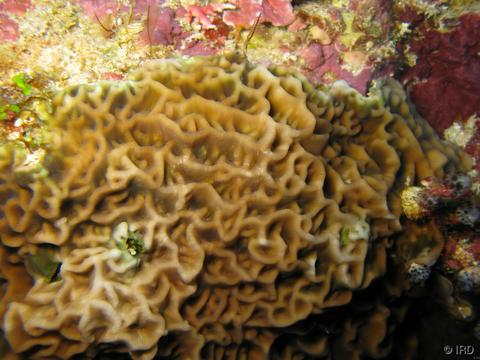
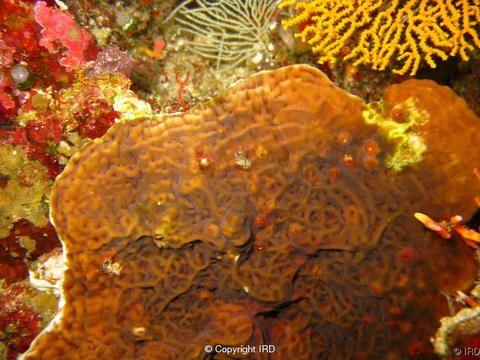